# ジョイフルサン
株式会社ジョイフルサンは、長崎県長崎市に本社を置く、スーパーマーケットを運営している会社である。イオン九州の完全子会社。

## 概要
1959年（昭和34年）に第一号店であるアサヒストア住吉店を開店し、その後長崎県内で13店舗を展開していたが、マルキョウなどの地場チェーンや西友（長崎県内の西友は2022年(令和4年)8月1日付でイズミ傘下のゆめマート熊本へ承継され、2025年(令和7年)2月1日までに順次サニーへ屋号変更）やダイエー（長崎県内のダイエーは2015年(平成27年)9月にイオンへ変更）などとの競合他社との競争の激化で経営不振に陥ったため、事業継続を前提とした再建を図った。2016年（平成28年）2月、穴吹興産が再建の支援を発表。同年9月、あなぶき興産九州（現・穴吹興産九州支社）の完全子会社として設立された「株式会社ジョイフルサンアルファ」に事業を譲渡した。
2019年（令和元年）8月、穴吹ハウジングサービス、NECソリューションイノベータと共同で長崎市内のマンションに無人スーパーを開設。翌年10月には2店舗目を開設した。
株式譲渡に伴い、2025年（令和7年）7月1日付でイオン九州の子会社となり、同時に社名が「株式会社ジョイフルサン」へ変更された

## 沿革

### 旧法人
- 1959年（昭和34年）9月 - 株式会社アサヒストアーを設立[3]、アサヒストア住吉店を開店
- 1971年（昭和46年）2月 - 株式会社アサヒに商号変更、不動産管理業に転換[3]。株式会社アサヒストアーを設立（のちにジョイフルサンショッピングプラザに商号変更）[2][7]
- 1972年（昭和47年）9月 - 株式会社アサヒショッパーズプラザを設立（のちにジョイフルサンストアに商号変更）[2][7]

- 1973年（昭和48年）7月1日 - ダイエーとFC契約[8]

- 1982年（昭和57年）9月 - ジョイフルサン江川本店を開店
- 1989年（平成元年）2月 - 株式会社ジョイフルサン（初代）に商号変更[3]
- 1995年（平成7年）8月 - 長与町高田郷に生鮮加工センターを開設
- 2016年（平成28年）
  - 6月 - 株式会社ジョイフルサンショッピングプラザおよび株式会社ジョイフルサンストアを吸収合併[3]
  - 9月 - 株式会社ジョイフルサンアルファに事業を譲渡。株式会社ジェイエス整理に商号変更[3]
  - 11月 - 解散[3]

### 現法人
- 2016年（平成28年）
  - 5月 - あなぶき興産九州株式会社の出資により、株式会社ジョイフルサンアルファを設立
  - 8月 - 本社を長崎市滑石に移転
  - 9月 - 株式会社ジョイフルサン（初代）から事業を継承
- 2019年（令和元年）
  - 7月 - ジョイフルサン住吉店を開店[9]
  - 8月 - 長崎市内のマンションに無人スーパー「FaceMart」を開設[4]
  - 10月 - 株式会社ママのセンターから事業を継承
- 2020年（令和2年）5月 - ネットスーパー事業「わくわくお届けジョイフルサン便」を開始
- 2021年（令和3年）3月 - 本社を長崎市江川町に移転
- 2022年（令和4年）4月 - 仕出し事業「いろり家」を開始
- 2023年（令和5年）
  - 10月 - 「ママのセンター」として最後まで営業していた時津店が屋号変更したことに伴って、屋号を「ジョイフルサン」へ統一。
  - 12月 - 佐世保市の百貨店佐世保玉屋との提携により同社の食品フロアへの仕入搬入を開始[10]。県北エリアへ進出する。
- 2024年（令和6年）9月 - 佐世保玉屋店が閉店し、県北エリアから撤退[11]。
- 2025年（令和7年）7月 - 株式譲渡に伴い、親会社がイオン九州株式会社へ変更[12][13][14]。同時に社名を株式会社ジョイフルサン（2代目）へ変更[6]。

## 店舗

### 現行店舗
2025年7月時点
- 江川本店 - 1982年9月開店[1]
- 新大工町ファンスクエア店 - 2022年11月開店
- 山里店食品館 - 1960年11月開店
- 山里店生活雑貨館 - 1999年5月開店
- 大浦店 - 1967年5月開店
- 城栄店 - 1968年7月開店
- 宝町店 - 1983年7月開店
- 本原店 - 2001年2月開店
- 住吉店 - 2019年7月開店
- 時津店 - 2023年10月の改装に伴って「ママのセンター」から屋号変更。現行店舗で唯一長崎市外にある店舗。

### かつて存在した店舗
- ジョイフルサン 滑石店 - 2009年閉店
- ジョイフルサン 稲佐店 - 2021年閉店
- ジョイフルサン 住吉店 - 2016年6月閉店[15]、2019年に再出店
- ジョイフルサン 道ノ尾店 - 2016年5月閉店[15]
- ジョイフルサン 清水町店 - 2016年4月閉店[15]
- ママのセンター 本原店 - 2021年5月閉店
- ママのセンター 長与店 - 2021年11月閉店
- ジョイフルサン 新大工店 - 新大工町ファンスクエア店へ統合のため、2023年5月閉店。跡地は同年12月4日に十八親和銀行新大工町支店・馬町支店の仮店舗となった[16]。
- ジョイフルサン 木鉢店 - 1996年10月開店、2024年2月末閉店[17][18]
- J’s GARDEN Marche 城山店 - ママのセンターから屋号変更、2024年8月31日閉店[19]
- ジョイフルサン 佐世保玉屋店 - 2024年9月開店（撤退）